# Dallas-Fort Worth Film Critics Association Awards 2004
La 10ª edizione dei Dallas-Fort Worth Film Critics Association, annunciata il 4 gennaio 2005, ha premiato i migliori film usciti nel 2004.

## Vincitori
A seguire vengono indicati i vincitori, in grassetto.

### Miglior film
1. Million Dollar Baby, regia di Clint Eastwood
2. Sideways - In viaggio con Jack (Sideways), regia di Alexander Payne
3. Neverland - Un sogno per la vita (Finding Neverland), regia di Marc Forster
4. The Aviator, regia di Martin Scorsese
5. Se mi lasci ti cancello (Eternal Sunshine of the Spotless Mind), regia di Michel Gondry
6. Ray, regia di Taylor Hackford
7. Kinsey, regia di Bill Condon
8. Gli Incredibili - Una "normale" famiglia di supereroi (The Incredibles), regia di Brad Bird
9. Una lunga domenica di passioni (Un long dimanche de fiançailles), regia di Jean-Pierre Jeunet
10. Hotel Rwanda, regia di Terry George

### Miglior regista
- Martin Scorsese - The Aviator

### Miglior attore
- Paul Giamatti - Sideways - In viaggio con Jack (Sideways)

### Miglior attrice
- Hilary Swank - Million Dollar Baby

### Miglior attore non protagonista
- Thomas Haden Church -  Sideways - In viaggio con Jack (Sideways)

### Miglior attrice non protagonista
- Virginia Madsen -  Sideways - In viaggio con Jack (Sideways)

### Miglior film straniero
- Una lunga domenica di passioni (Un long dimanche de fiançailles), regia di Jean-Pierre Jeunet

### Miglior documentario
- Fahrenheit 9/11, regia di Michael Moore

### Miglior film d'animazione
- Gli Incredibili - Una "normale" famiglia di supereroi (The Incredibles), regia di Brad Bird

### Peggior film
- Fuga dal Natale (Christmas with the Kranks), regia di Joe Roth

### Russell Smith Award
- Maria Full of Grace per il miglior film indipendente a basso budget